# Alpen-Aster
Die Alpen-Aster (Aster alpinus), auch Alpen-Sternblume, Blaue Gamsblüh, Blaue Gamswurz oder Blaues Bergsternkraut genannt, ist eine Pflanzenart aus der Gattung der Astern (Aster) in der Familie der Korbblütler (Asteraceae).

## Beschreibung

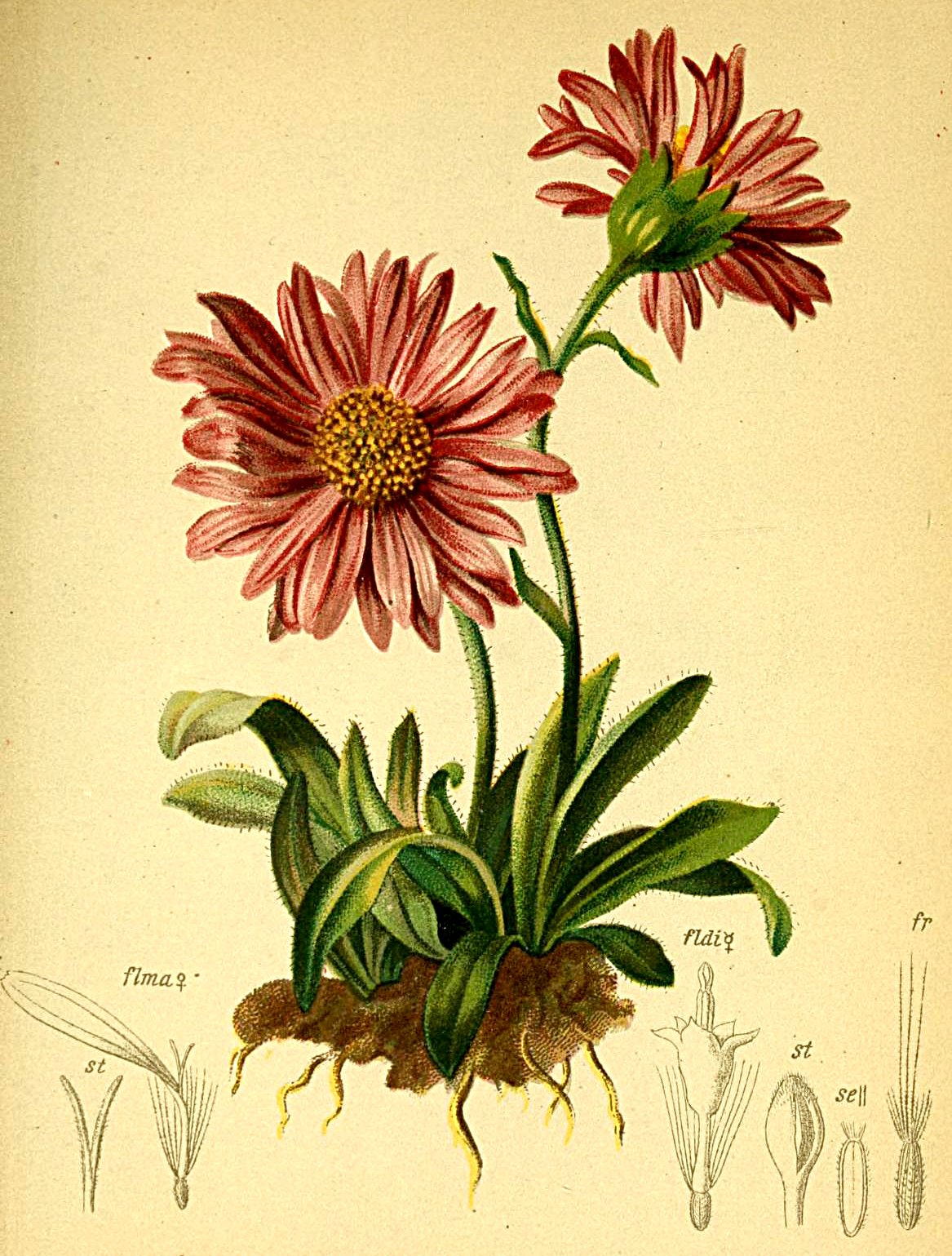
Illustration aus Atlas der Alpenflora, 1882

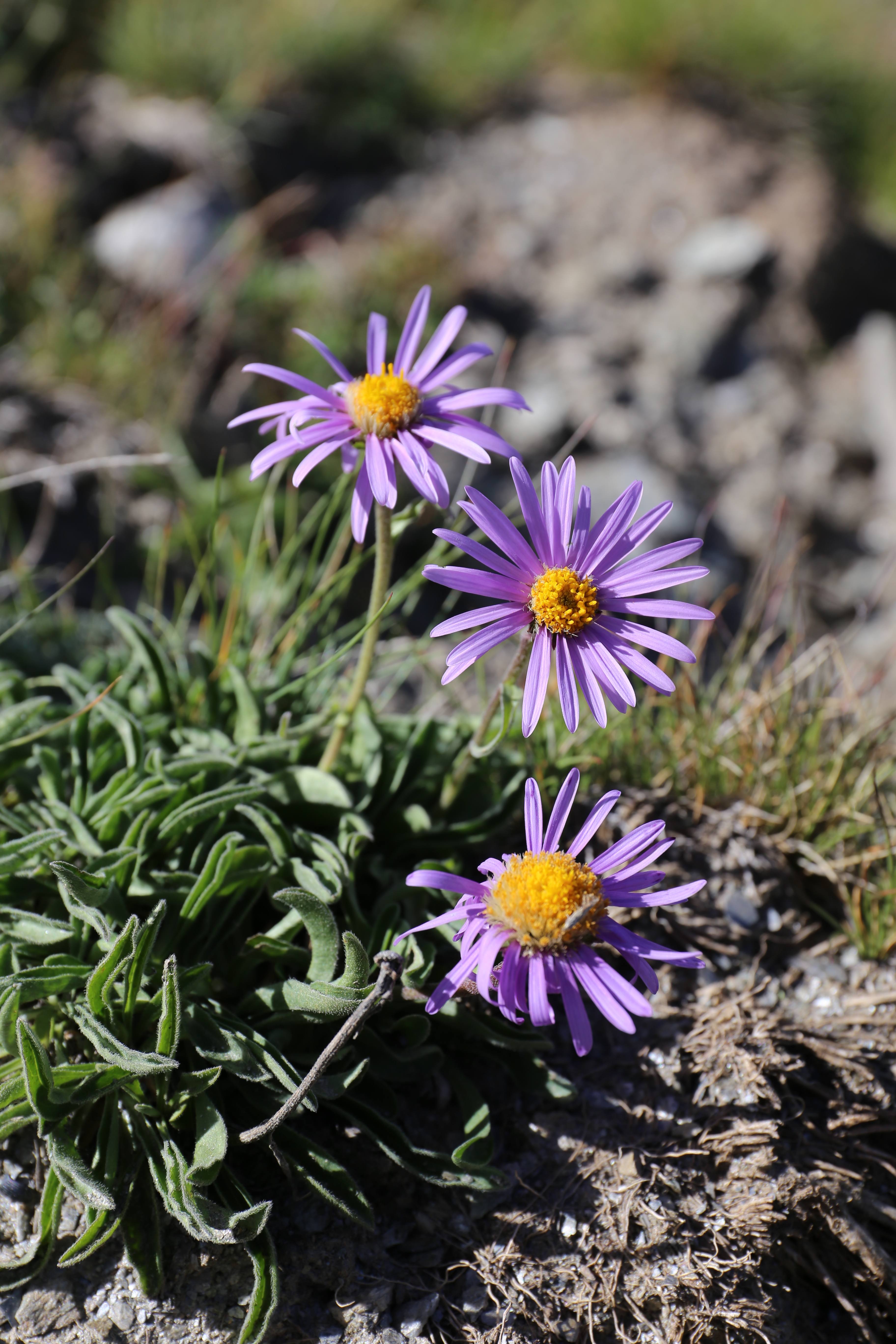
Habitus, Laubblätter und Blütenkörbe

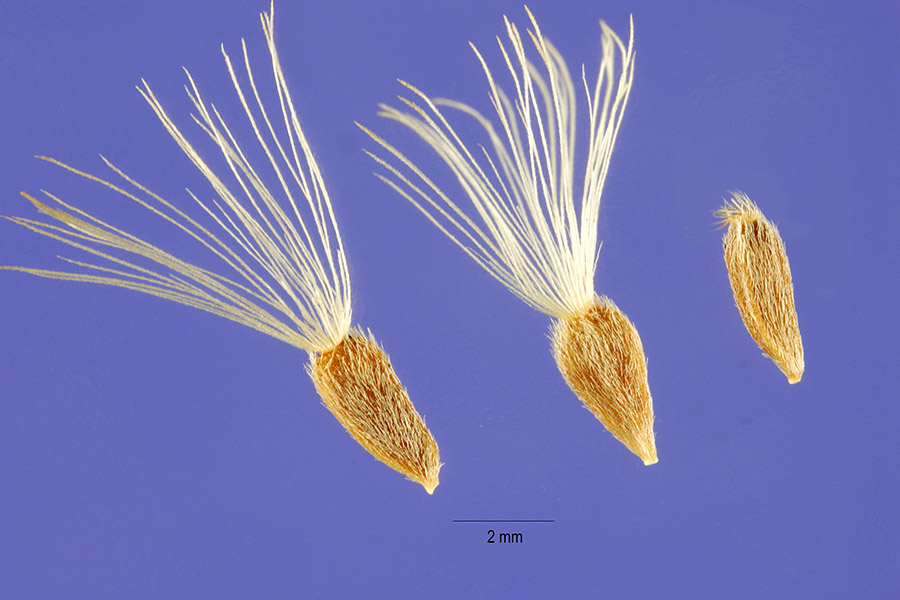
Achänen mit Pappus

### Vegetative Merkmale
Die Alpen-Aster ist eine ausdauernde, krautige Pflanze, die Wuchshöhen von 5 bis 20 Zentimetern erreicht. Der Stängel und die länglichen Laubblätter sind flaumig behaart. Der Stängel ist aufrecht oder etwas aufsteigend.
Die grundständigen Laubblätter sind gestielt, die Stängelblätter sind sitzend. Alle Blattspreiten sind ganzrandig, die unteren mehr oder weniger deutlich dreinervig, die oberen einnervig.

### Generative Merkmale
Die Blütezeit reicht von Juli bis September. Je Stängel ist nur ein großer körbchenförmiger Blütenstand vorhanden, seltener ist er oben verzweigt mit wenigen Blütenkörbchen. Das große Blütenkörbchen hat einen Durchmesser von 3 bis 5 Zentimetern enthält 20 bis 40 violette Zungenblüten und viele goldgelben Röhrenblüten (Scheibenblüten). Die Hüllschuppen sind lanzettlich und sitzen mehrreihig am Blütenkörbchen.
Die Früchte (Achänen) sind 3 bis 4 Millimeter lang, abstehend behaart und mit rauem Pappus aus etwa 6 Millimeter langen Borsten.
Die Chromosomenzahl beträgt 2n = 18 oder 36.

## Standorte und Schutz
Die Alpen-Aster gedeiht in Mitteleuropa am besten auf trockenen, warmen und kalkhaltigen Böden. Sie kommt von der Tallage bis auf Höhenlagen von 3100 Metern vor. Sie ist häufig zusammen mit dem Edelweiß anzutreffen. Sie kommt vor allem in Pflanzengesellschaften der Verbände Seslerion und Elynion vor und ist überregional eine Charakterart der Klasse Carici rupestris-Kobresietea bellardii. In den Allgäuer Alpen steigt sie im Tiroler Teil von 1150 Metern zwischen Eibelealpe und Unterer Lichtalpe bis zu einer Höhenlage von 2300 Metern am Hochgehren westlich des Biberkopfs auf. Im Harz gilt die Alpen-Aster als Eiszeitrelikt und kommt dort in der Gesellschaft des Astero-Festucetum pallentis vor.
Die ökologischen Zeigerwerte nach Landolt et al. 2010 sind in der Schweiz: Feuchtezahl F = 2 (mäßig trocken), Lichtzahl L = 5 (sehr hell), Reaktionszahl R = 3 (schwach sauer bis neutral), Temperaturzahl T = 2 (subalpin), Nährstoffzahl N = 2 (nährstoffarm), Kontinentalitätszahl K = 4 (subkontinental).
Die Alpen-Aster ist in Deutschland im Rahmen der Bundesartenschutzverordnung geschützt.

## Systematik und Verbreitung
Die Erstveröffentlichung von Aster alpinus erfolgte 1753 durch Carl von Linné in Species Plantarum, Tomus II, S. 872.
Die Alpen-Aster kommt in verschiedenen Unterarten von den europäischen Gebirgen bis zum Kaukasus, Ural, Zentralasien, Sibirien, Kamtschatka, dem westlichen Kanada und den westlichen Vereinigten Staaten vor.
Je nach Autor gibt es einige Unterarten oder Varietäten:
- Aster alpinus L. subsp. alpinus (Syn.: Aster garibaldii Brügger, Aster hispanicus Coincy, Aster korshinskyi Tamamsch., Aster alpinus subsp. dolomiticus (Beck) Hayek, Aster alpinus var. dolomiticus Beck): Sie ist in Eurasien weitverbreitet.[7]
- Aster alpinus subsp. bohemicus (Rchb.) Dostál: Dieser Endemit kommt nur in Tschechien vor.[6]
- Aster alpinus subsp. breyninus (Beck) Hayek: Sie kommt in Österreich und in der Slowakei vor.[6]
- Aster alpinus subsp. cebennensis (Braun-Blanq.) Braun-Blanq.: Sie kommt in Frankreich vor.[6]
- Aster alpinus subsp. cylleneus (Boiss. & Orph.) Hayek (Syn.: Aster cylleneus (Boiss. & Orph.) Halácsy, Aster alpinus var. cylleneus Boiss. & Orph.): Sie kommt in Griechenland und in Nordmazedonien vor.[6]
- Aster alpinus subsp. glabratus (Herbich) Dostál: Sie kommt in Tschechien und in der Slowakei vor.[6]
- Aster alpinus subsp. parviceps Novopokr.: Sie kommt im östlichen europäischen Russland vor.[6]
- Aster alpinus subsp. subvillosus (Schur) Dostál: Sie kommt nur in Tschechien und in der Slowakei vor.[6]
- Aster alpinus subsp. tolmatschevii (Tamamsch.) Á.Löve & D.Löve (Aster tolmatschevii Tamamsch.): Sie kommt im nördlichen und östlichen europäischen Russland vor.[6]
- Aster alpinus subsp. vierhapperi Onno (Syn.: Aster alpinus var. vierhapperi (Onno) Cronquist, Aster culminis A.Nelson): Sie ist in Nordamerika in den kanadischen Provinzen Ontario, Alberta, British Columbia, Northwest Territory sowie Yukon Territory und in den US-Bundesstaaten Alaska, Colorado, Idaho, Wyoming[7] und im östlichen Asien verbreitet.

## Nutzung
Einige Sorten werden als Zierpflanzen in Parks und Gärten verwendet.

## Weitere Bilder

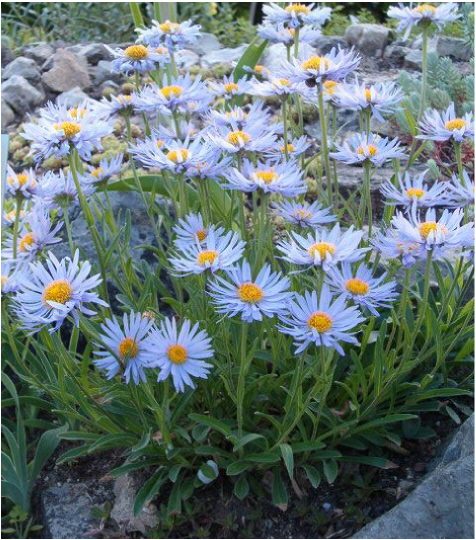
Im Botanischen Garten Berlin
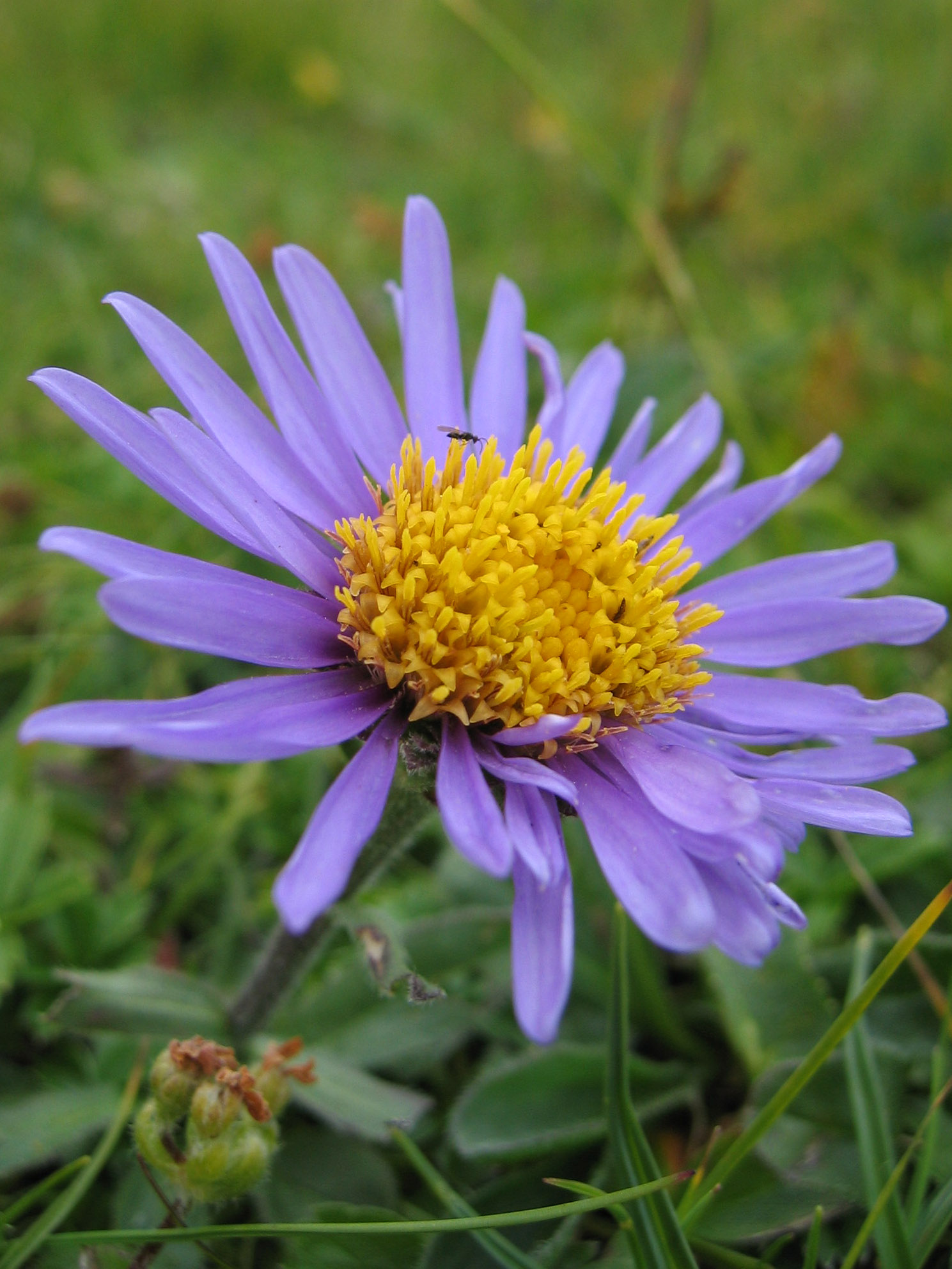
Auf der Raxalpe (Ostalpen) in einer Höhenlage von 1500 Metern
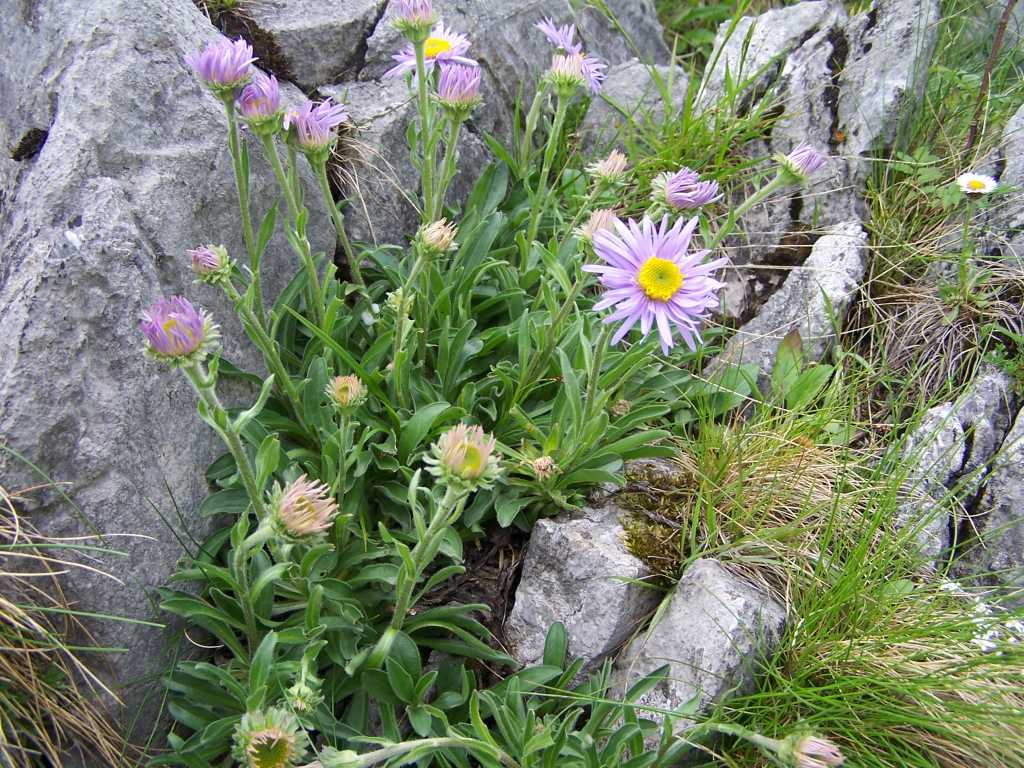
Am Naturstandort in der Tatra
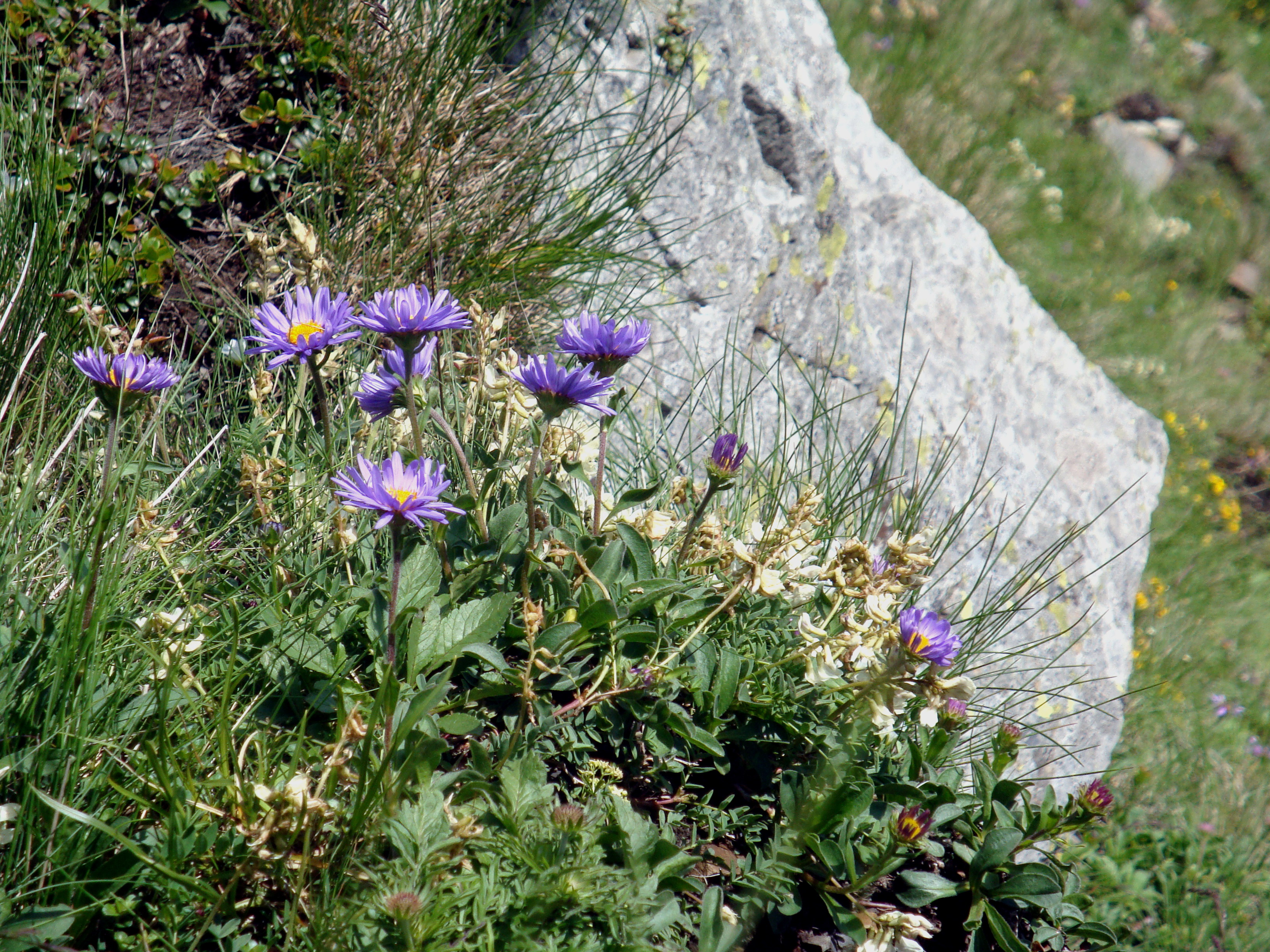
Am Naturstandort in den Karpaten
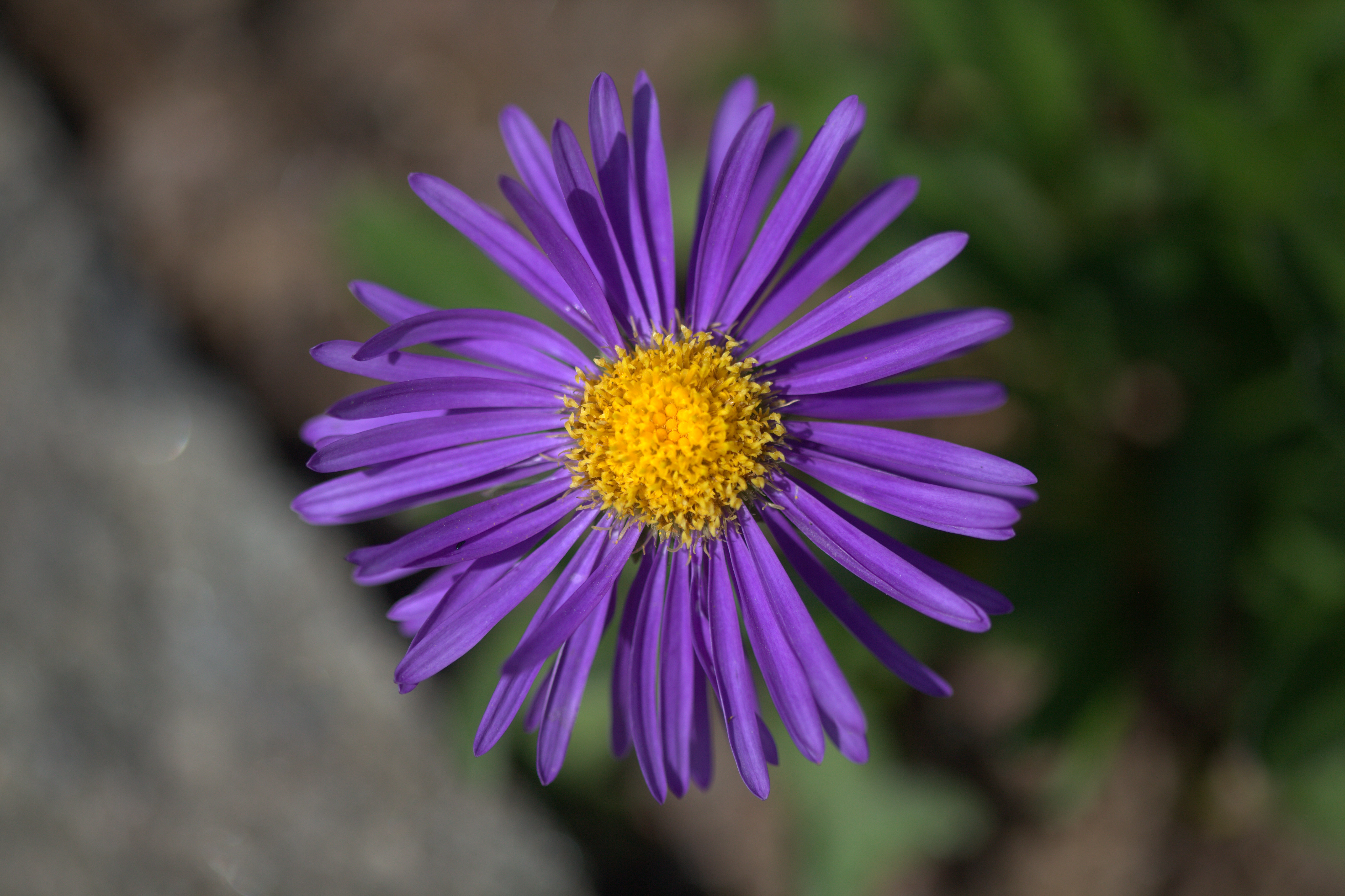
Blütenkorb der Sorte ‘Dunkle Schöne’